# Nycteris thebaica
El murciélago egipcio, murciélago africano de cara hendida o dicterio de Tebas (Nycteris thebaica) es una especie de murciélago microquiróptero de la familia Nycteridae. Está ampliamente distribuido en África al sur del Sáhara, pero también se encuentra en Marruecos, Libia, Egipto, Israel, Jordania y Arabia Saudí; en Europa se han encontrado ejemplares extraviados en varias islas del Mediterráneo oriental.

## Subespecies
Se han descrito las siguientes subespecies:
- Nyteris thebaica thebaica
- Nycteris thebaica adana
- Nycteris thebaica angolensis
- Nycteris thebaica brockmani
- Nycteris thebaica capensis
- Nycteris thebaica damarensis
- Nycteris thebaica labiata
- Nycteris thebaica najdiya